# Alessio di Mauro
Alessio di Mauro es un tenista italiano nacido el 9 de agosto de 1977 en Siracusa, Sicilia.

## Carrera
En individuales debutó en un torneo de ATP en septiembre de 2003 cuando en primera ronda del ATP de Palermo perdió con el argentino Franco Squillari por 4-6 3-6; mientras que en la Copa Davis lo hizo en abril de 2004 cuando Italia se enfrentó a Georgia, venciendo a Irakli Ushangishvili por 6-1 6-0 6-2 sobre tierra batida. En la modalidad Dobles, debutó junto a su compatriota Francesco Aldi en el ATP de Palermo 2004 donde perdieron en primera ronda ante la pareja de argentinos formada por José Acasuso y Juan Mónaco por 3-6 4-6 sobre tierra batida.
En la temporada 2007 llegó por primera vez a una final de un ATP: en Buenos Aires, perdió ante el local Juan Mónaco por 6-1 y 6-2. Sobre fines de la temporada, la ATP, en el marco de una campaña para castigar a los tenistas que hacen apuestas, le aplicó una sanción de 9 mesesl, por lo cual no jugará hasta agosto de 2008.

## Títulos

### Finalista en Individuales
- 2007:
  - ATP de Buenos Aires pierde ante Juan Mónaco por 1-6 2-6 sobre tierra batida.

### Challengers
| N.º | Fecha               | Torneo     | Superficie    | Oponente en la final | Resultado   |
| --- | ------------------- | ---------- | ------------- | -------------------- | ----------- |
| 1.  | 9 de julio de 2001  | Campinas   | Tierra batida | Ramón Delgado        | 6-2 6-4     |
| 2.  | 4 de agosto de 2003 | San Marino | Tierra batida | David Sánchez        | 6-3 3-2 RET |
| 3.  | 28 de junio de 2004 | Mantova    | Tierra batida | Tomás Tenconi        | 7-6(4) 6-2  |
| 4.  | 18 de abril de 2005 | Monza      | Tierra batida | Nicolás Devilder     | 6-1 2-6 6-3 |
| 5.  | 9 de julio de 2007  | Mantova    | Tierra batida | Thierry Ascione      | 7-5 7-6(6)  |
| 6.  | 15 de junio de 2009 | Milán      | Tierra batida | Vincent Millot       | 6-4 7-6(3)  |

#### Finalista en Challengers
- 2001:
  - Challenger de Bressanone pierde ante Renzo Furlán por 3-6 1-6 sobre tierra batida.
- 2004:
  - Challenger de Sassuolo pierde ante Potito Starace por 2-6 3-6 sobre tierra batida.
  - Challenger de Budapest pierde ante Stephane Robert por 1-6 6-4 5-7 sobre tierra batida.
- 2005:
  - Challenger de Barletta pierde ante Richard Gasquet por 3-6 6-7(6) sobre tierra batida.
  - Challenger de Olbia pierde ante Tomas Behrend por 1-6 6-4 5-7 sobre tierra batida.
  - Challenger de Turín pierde ante Carlos Berlocq por 5-7 1-6 sobre tierra batida.
- 2006:
  - Challenger de Nápoles pierde ante Potito Starace por 0-6 1-5 RET

### Clasificación en torneos del Grand Slam
| Torneo               | 2007 | 2006 | 2005 | Títulos |
| -------------------- | ---- | ---- | ---- | ------- |
| Abierto de Australia | 1r   | -    | -    | 0       |
| Roland Garros        |      | 1r   | -    | 0       |
| Wimbledon            |      | 1r   | 2r   | 0       |
| US Open              |      | 2r   | -    | 0       |
| Tennis Masters Cup   |      | -    | -    | 0       |

### Dobles
En dobles, aún no ha ganado siquiera un partido de ATP, pero ha logrado 1 Challenger.
| Leyenda                |
| ---------------------- |
| Grand Slam (0)         |
| Tennis Masters Cup (0) |
| ATP Masters Series (0) |
| ATP Tour (0)           |
| Challengers (1)        |

| Nº | Fecha               | Torneo | Superficie    | Pareja              | Oponentes en la final               | Resultado   |
| 1. | 14 de julio de 2003 | Olbia  | Tierra batida | Vincenzo Santopadre | Julien Jeanpierre Mike Scheidweiler | 2-6 6-4 6-2 |

### Finalista en Dobles
- 2003:
  - Challenger de Reggio Emilia junto a Vincenzo Santopadre pierden ante Joseph Sirianni y Rogier Wassen por 4-6 4-6 sobre tierra batida.
- 2005:
  - Challenger de Olbia junto a Tomas Tenconi pierden ante Massimo Bertolini y Uros Vico por 4-6 4-6 sobre tierra batida.
  - Challenger de Turín junto a Francesco Aldi pierden ante Franco Ferreiro y Sergio Roitman por 7-6(4) 5-7 6-7(2) sobre tierra batida.
- 2007:
  - Challenger de Napolés junto a Marco Crugnola pierden ante Flavio Cipolla y Marcel Granollers Pujol por 4-6 2-6 sobre tierra batida.

### Clasificación en torneos del Grand Slam
| Torneo               | 2006 | Títulos |
| -------------------- | ---- | ------- |
| Abierto de Australia | -    | 0       |
| Roland Garros        | -    | 0       |
| Wimbledon            | 1r   | 0       |
| US Open              | -    | 0       |
| Tennis Masters Cup   | -    | 0       |

## Copa Davis
Alessio debutó en la Copa Davis 2004 cuando derrotó a Irakli Ushangishvili por 6-1 6-0 6-2.
Su récord en la competición es de 1 victoria y ninguna derrota.